# Гундер Сергій Михайлович
Сергі́й Миха́йлович Гу́ндер (нар. 20 лютого 1977 — 16 травня 2018) — солдат Збройних сил України, учасник російсько-української війни.

## Життєпис
Народився 1977 року у місті Харків; з 2000-го мешкав в Івано-Франківську. Працював регіональнии менеджером з продажу.
Брав участь в подіях Революції Гідності; на фронт пішов добровольцем.
З березня 2015 року служив в 93-й бригаді, навідник кулемета ПКМ. Згодом — солдат, командир бойової машини — командир механізованого відділення 2-го взводу 9-ї роти 3-го механізованого батальйону. 27 березня 2015-го виїхав на першу ротацію у Піски. З побратимами виходив у «сіру» зону та брав участь у «дезінфекції», дистанція між нашими та противником іноді доходила до кількох метрів. Одного разу Сергій вирішив піти у нічну розвідку сам — у Жабуньки (Ясинувата), але не повідомив рацією — розумів, що наших прослуховують. Повертався назад «Татарин» після півночі, він випадково зачепив одну з пластмасових пляшок, що були спеціально розкидані навколо позиції. Хлопці це почули та вирішили брати «живця». Сергій вправився із ситуацією; доповів, що саме зміг роздивитись у ворожих позиціях та розташування вогневих точок. 25 грудня 2015 року під Пісками у часі розвідувального виходу зазнав важкого поранення — коли наша розвідгрупа зачепила розтяжку; уламки потрапили у ногу та руку, пошкодило нервові вузли та перебило артерію. Командир Володимир Цірик власноруч накладав турнікети на рани. Переніс кілька операцій, отримав інвалідність ІІ-ї групи. Активно діяв в лавах волонтерської організації «Галицькі леви». 13 лютого 2017-го підписав контракт; на початку березня потрапив до лав своєї 9-ї роти, виконував завдання поблизу села Кримське на Луганщині, по тому знову на Донеччині.
16 травня 2018 року загинув вранці поблизу села Богданівка (Волноваський район) — від кулі снайпера у серце.
21 травня 2018-го похований на міському кладовищі Івано-Франківська в селі Чукалівка.
Без Сергія лишились мама в Харкові, дружина та донька в Драгомирчанах, двоє дітей від першого шлюбу у Надвірній.

## Нагороди та вшанування
- указом Президента України № 189/2018 від 27 червня 2018 року «за особисту мужність і самовіддані дії, виявлені у захисті державного суверенітету та територіальної цілісності України, зразкового виконання військового обов'язку» — нагороджений орденом «За мужність» III ступеня (посмертно)[1]